# موقعیت‌یابی صوتی

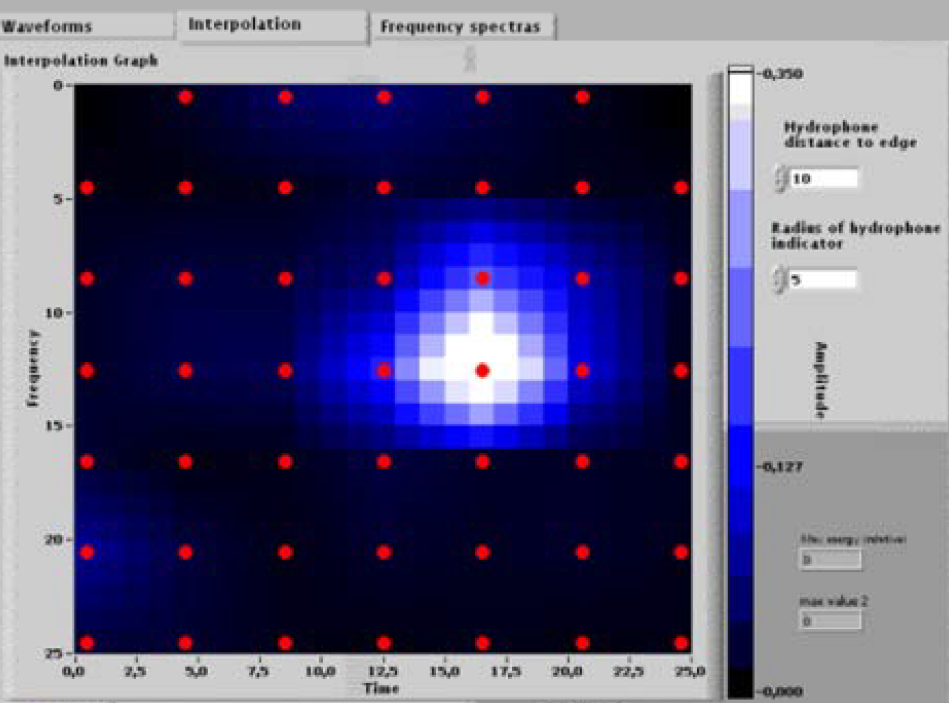
Beluga پرتو پژواک را برای انتخاب نقطه روی "صفحه لمسی" صوتی هیدروفون ها در آب هدف قرار می دهد.

موقعیت‌یابی صوتی (مکان‌یابی از طریق صوت) شاخه ای از علم فیزیک است که به شناسایی فاصله و جهت جسمی با استفاده از امواج صوتی یا بازتاب آن می‌پردازد.
موقعیت جسم می‌تواند متحرک یا ثابت باشد و همین‌طور می‌تواند در حالت گاز (مانند اتمسفر) یا مایع (مانند اقیانوس‌ها) یا جامد (مانند درون زمین) باشد.